# Hanna Davydova
Hanna Davydova (en ucraniano: Ганна Давыдова; 25 de junio de 1998) es una deportista ucraniana que compite en halterofilia. Ganó una medalla de oro en el Campeonato Europeo de Halterofilia de 2024, en la categoría de 64 kg.

## Palmarés internacional
| Campeonato Europeo | Campeonato Europeo | Campeonato Europeo | Campeonato Europeo |
| Año                | Lugar              | Medalla            | Categoría          |
| ------------------ | ------------------ | ------------------ | ------------------ |
| 2024               | Sofía (Bulgaria)   | Medalla de oro     | 64 kg              |